# Campeonato Mundial de Natación de 2025
El XXII Campeonato Mundial de Natación se celebró en Singapur entre el 11 de julio y el 3 de agosto de 2025 bajo la organización de World Aquatics y la Federación Singapurense de Natación.
Se realizaron competiciones de natación, natación artística, saltos, saltos de gran altura, natación en aguas abiertas y waterpolo. 
Originalmente, el campeonato iba a ser realizado en Kazán (Rusia), pero debido a la invasión rusa de Ucrania, World Aquatics canceló esta sede.

## Instalaciones
Las instalaciones usadas por deporte fueron las siguientes:
- Natación y natación artística – World Aquatics Championships Arena;[n 1]
- Saltos y waterpolo – OCBC Aquatic Centre.
- Natación en aguas abiertas y saltos de gran altura – Sentosa.

## Calendario
| A | Ceremonia de apertura | ● | Preliminares | 1 | Finales | C | Ceremonia de clausura |

| Julio/agosto de 2025       | 11 vi | 12 sá | 13 do | 14 lu | 15 ma | 16 mi | 17 ju | 18 vi | 19 sá | 20 do | 21 lu | 22 ma | 23 mi | 24 ju | 25 vi | 26 sá | 27 do | 28 lu | 29 ma | 30 mi | 31 ju | 01 vi | 02 sá | 03 do | Finales por deporte |
| -------------------------- | ----- | ----- | ----- | ----- | ----- | ----- | ----- | ----- | ----- | ----- | ----- | ----- | ----- | ----- | ----- | ----- | ----- | ----- | ----- | ----- | ----- | ----- | ----- | ----- | ------------------- |
| Ceremonias                 | A     |       |       |       |       |       |       |       |       |       |       |       |       |       |       |       |       |       |       |       |       |       |       | C     | —                   |
| Saltos                     |       |       |       |       |       |       |       |       |       |       |       |       |       |       |       | 2     | 2     | 2     | 2     | 1     | 1     | 1     | 1     | 1     | 13                  |
| Saltos de altura           |       |       |       |       |       |       |       |       |       |       |       |       |       | ●     | ●     | 1     | 1     |       |       |       |       |       |       |       | 2                   |
| Natación en aguas abiertas |       |       |       |       |       | 2     |       | 2     | 2     | 1     |       |       |       |       |       |       |       |       |       |       |       |       |       |       | 7                   |
| Natación                   |       |       |       |       |       |       |       |       |       |       |       |       |       |       |       |       | 4     | 4     | 5     | 5     | 5     | 5     | 6     | 8     | 42                  |
| Natación artística         |       |       |       |       |       |       |       | ●     | 2     | 1     | 2     | 2     | 1     | 1     | 2     |       |       |       |       |       |       |       |       |       | 11                  |
| Waterpolo                  | ●     | ●     | ●     | ●     | ●     | ●     | ●     | ●     | ●     | ●     | ●     | ●     | 1     | 1     |       |       |       |       |       |       |       |       |       |       | 2                   |
| Finales por día            | –     | –     | –     | –     | –     | 2     | –     | 2     | 4     | 2     | 2     | 2     | 2     | 2     | 2     | 3     | 7     | 6     | 7     | 6     | 6     | 6     | 7     | 9     | 77                  |

## Resultados de natación

### Masculino
| Evento                    | Oro                                                                           | Plata                                                                                 | Bronce                                                                         |
| ------------------------- | ----------------------------------------------------------------------------- | ------------------------------------------------------------------------------------- | ------------------------------------------------------------------------------ |
| 50 m libre (02.08)        | Cameron McEvoy Australia 21,14                                                | Benjamin Proud Reino Unido 21,26                                                      | Jack Alexy Estados Unidos 21,46                                                |
| 100 m libre (31.07)       | David Popovici · Rumania · 46,51                                              | Jack Alexy Estados Unidos 46,92                                                       | Kyle Chalmers Australia 47,17                                                  |
| 200 m libre (29.07)       | David Popovici · Rumania · 1:43,53                                            | Luke Hobson Estados Unidos 1:43,84                                                    | Tatsuya Murasa Japón 1:44,54                                                   |
| 400 m libre (27.07)       | Lukas Märtens · Alemania · 3:42,35                                            | Samuel Short Australia 3:42,37                                                        | Kim Woo-Min Corea del Sur 3:42,60                                              |
| 800 m libre (30.07)       | Ahmed Jaouadi Túnez 7:36,88                                                   | Sven Schwarz · Alemania · 7:39,96                                                     | Lukas Märtens · Alemania · 7:40,19                                             |
| 1500 m libre (03.08)      | Ahmed Jaouadi Túnez 14:34,91                                                  | Sven Schwarz · Alemania · 14:35,69                                                    | Robert Finke Estados Unidos 14:36,60                                           |
| 50 m espalda (03.08)      | Kliment Kolesnikov NAB 23,68                                                  | Pavel Samusenko NAB Pieter Coetze Sudáfrica 24,17                                     | —                                                                              |
| 100 m espalda (29.07)     | Pieter Coetze Sudáfrica 51,85                                                 | Thomas Ceccon · Italia · 51,90                                                        | Yohann Ndoye-Brouard Francia 51,92                                             |
| 200 m espalda (01.08)     | Hubert Kós · Hungría · 1:53,19                                                | Pieter Coetze Sudáfrica 1:53,36                                                       | Yohann Ndoye-Brouard Francia 1:54,62                                           |
| 50 m braza (30.07)        | Simone Cerasuolo · Italia · 26,54                                             | Kiril Prigoda NAB 26,62                                                               | Qin Haiyang China 26,67                                                        |
| 100 m braza (28.07)       | Qin Haiyang China 58,23                                                       | Nicolò Martinenghi · Italia · 58,58                                                   | Denis Petrashov · Kirguistán · 58,88                                           |
| 200 m braza (01.08)       | Qin Haiyang China 2:07,41                                                     | Ippei Watanabe Japón 2:07,70                                                          | Caspar Corbeau · Países Bajos · 2:07,73                                        |
| 50 m mariposa (28.07)     | Maxime Grousset Francia 22,48                                                 | Noè Ponti · Suiza · 22,51                                                             | Thomas Ceccon · Italia · 22,67                                                 |
| 100 m mariposa (02.08)    | Maxime Grousset Francia 49,62                                                 | Noè Ponti · Suiza · 49,83                                                             | Ilya Kharun · Canadá · 50,07                                                   |
| 200 m mariposa (30.07)    | Luca Urlando Estados Unidos 1:51,87                                           | Krzysztof Chmielewski · Polonia · 1:52,64                                             | Harrison Turner Australia 1:54,17                                              |
| 200 m estilos (31.07)     | Léon Marchand Francia 1:53,68                                                 | Shaine Casas Estados Unidos 1:54,30                                                   | Hubert Kós · Hungría · 1:55,34                                                 |
| 400 m estilos (03.08)     | Léon Marchand Francia 4:04,73                                                 | Tomoyuki Matsushita Japón 4:08,32                                                     | Ilia Borodin NAB 4:09,16                                                       |
| 4 × 100 m libre (27.07)   | Australia Flynn Southam Kai Taylor Maximillian Giuliani Kyle Chalmers 3:08,97 | Italia · Carlos D'Ambrosio · Thomas Ceccon · Lorenzo Zazzeri · Manuel Frigo · 3:09,58 | Estados Unidos Jack Alexy Patrick Sammon Chris Guiliano Jonathan Kulow 3:09,64 |
| 4 × 200 m libre (01.08)   | Reino Unido Matthew Richards James Guy Jack McMillan Duncan Scott 6:59,84     | China Ji Xinjie Pan Zhanle Wang Shun Zhang Zhanshuo 7:00,91                           | Australia Flynn Southam Charlie Hawke Kai Taylor Maximillian Giuliani 7:00,98  |
| 4 × 100 m estilos (03.08) | NAB Miron Lifintsev Kiril Prigoda Andrei Minakov Yegor Kornev 3:26,93         | Francia Yohann Ndoye-Brouard Léon Marchand Maxime Grousset Yann Le Goff 3:27,96       | Estados Unidos Tommy Janton Josh Matheny Dare Rose Jack Alexy 3:28,62          |

### Femenino
| Evento                    | Oro                                                                                    | Plata                                                                              | Bronce                                                                                     |
| ------------------------- | -------------------------------------------------------------------------------------- | ---------------------------------------------------------------------------------- | ------------------------------------------------------------------------------------------ |
| 50 m libre (03.08)        | Meg Harris Australia 24,02                                                             | Wu Qingfeng China 24,26                                                            | Cheng Yujie China 24,28                                                                    |
| 100 m libre (01.08)       | Marrit Steenbergen · Países Bajos · 52,55                                              | Mollie O'Callaghan Australia 52,67                                                 | Torri Huske Estados Unidos 52,89                                                           |
| 200 m libre (30.07)       | Mollie O'Callaghan Australia 1:53,48                                                   | Li Bingjie China 1:54,52                                                           | Claire Weinstein Estados Unidos 1:54,67                                                    |
| 400 m libre (27.07)       | Summer McIntosh · Canadá · 3:56,26                                                     | Li Bingjie China 3:58,21                                                           | Katie Ledecky Estados Unidos 3:58,49                                                       |
| 800 m libre (02.08)       | Katie Ledecky Estados Unidos 8:05,62                                                   | Lani Pallister Australia 8:05,98                                                   | Summer McIntosh · Canadá · 8:07,29                                                         |
| 1500 m libre (29.07)      | Katie Ledecky Estados Unidos 15:26,44                                                  | Simona Quadarella · Italia · 15:31,79                                              | Lani Pallister Australia 15:41,18                                                          |
| 50 m espalda (31.07)      | Katharine Berkoff Estados Unidos 27,08                                                 | Regan Smith Estados Unidos 27,25                                                   | Wan Letian China 27,30                                                                     |
| 100 m espalda (29.07)     | Kaylee McKeown Australia 57,16                                                         | Regan Smith Estados Unidos 57,35                                                   | Katharine Berkoff Estados Unidos 58,15                                                     |
| 200 m espalda (02.08)     | Kaylee McKeown Australia 2:03,33                                                       | Regan Smith Estados Unidos 2:04,29                                                 | Claire Curzan Estados Unidos 2:06,04                                                       |
| 50 m braza (03.08)        | Rūta Meilutytė · Lituania · 29,55                                                      | Tang Qianting China 30,03                                                          | Benedetta Pilato · Italia · 30,14                                                          |
| 100 m braza (29.07)       | Anna Elendt · Alemania · 1:05,19                                                       | Kate Douglass Estados Unidos 1:05,27                                               | Tang Qianting China 1:05,64                                                                |
| 200 m braza (01.08)       | Kate Douglass Estados Unidos 2:18,50                                                   | Yevgueniya Chikunova NAB 2:19,96                                                   | Kaylene Corbett Sudáfrica Alina Zmushka NAA 2:23,52                                        |
| 50 m mariposa (02.08)     | Gretchen Walsh Estados Unidos 24,83                                                    | Alexandria Perkins Australia 25,31                                                 | Roos Vanotterdijk · Bélgica · 25,43                                                        |
| 100 m mariposa (28.07)    | Gretchen Walsh Estados Unidos 54,73                                                    | Roos Vanotterdijk · Bélgica · 55,84                                                | Alexandria Perkins Australia 56,33                                                         |
| 200 m mariposa (31.07)    | Summer McIntosh · Canadá · 2:01,99                                                     | Regan Smith Estados Unidos 2:04,99                                                 | Elizabeth Dekkers Australia 2:06,12                                                        |
| 200 m estilos (28.07)     | Summer McIntosh · Canadá · 2:06,69                                                     | Alexandra Walsh Estados Unidos 2:08,58                                             | Mary-Sophie Harvey · Canadá · 2:09,15                                                      |
| 400 m estilos (03.08)     | Summer McIntosh · Canadá · 4:25,78                                                     | Jenna Forrester Australia Mio Narita Japón 4:33,26                                 | —                                                                                          |
| 4 × 100 m libre (27.07)   | Australia Mollie O'Callaghan Meg Harris Milla Jansen Olivia Wunsch 3:30,60             | Estados Unidos Simone Manuel Kate Douglass Erin Gemmell Torri Huske 3:31,04        | Países Bajos · Milou van Wijk · Tessa Giele · Sam van Nunen · Marrit Steenbergen · 3:33,89 |
| 4 × 200 m libre (31.07)   | Australia Lani Pallister Jamie Perkins Brittany Castelluzzo Mollie O'Callaghan 7:39,35 | Estados Unidos Claire Weinstein Anna Peplowski Erin Gemmell Katie Ledecky 7:40,01  | China Liu Yaxin Yang Peiqi Yu Yiting Li Bingjie 7:42,99                                    |
| 4 × 100 m estilos (03.08) | Estados Unidos Regan Smith Kate Douglass Gretchen Walsh Torri Huske 3:49,34 RM         | Australia Kaylee McKeown Ella Ramsay Alexandria Perkins Mollie O'Callaghan 3:52,67 | China Peng Xuwei Tang Qianting Zhang Yufei Cheng Yujie 3:54,77                             |

### Mixto
| Evento                    | Oro                                                                           | Plata                                                                 | Bronce                                                                       |
| ------------------------- | ----------------------------------------------------------------------------- | --------------------------------------------------------------------- | ---------------------------------------------------------------------------- |
| 4 × 100 m libre (02.08)   | Estados Unidos Jack Alexy Patrick Sammon Kate Douglass Torri Huske 3:18,48 RM | NAB Yegor Kornev Ivan Guiriov Daria Trofimova Daria Klepikova 3:19,68 | Francia Maxime Grousset Yann Le Goff Marie Wattel Béryl Gastaldello 3:21,35  |
| 4 × 100 m estilos (30.07) | NAB Miron Lifintsev Kiril Prigoda Daria Klepikova Daria Trofimova 3:37,97     | China Xu Jiayu Qin Haiyang Zhang Yufei Wu Qingfeng 3:39,99            | Canadá · Kylie Masse · Oliver Dawson · Joshua Liendo · Taylor Ruck · 3:40,90 |

### Medallero
| Núm. | País           | Oro | Plata | Bronce | Total |
| ---- | -------------- | --- | ----- | ------ | ----- |
| 1    | Estados Unidos | 9   | 11    | 9      | 29    |
| 2    | Australia      | 8   | 6     | 6      | 20    |
| 3    | Francia        | 4   | 1     | 3      | 8     |
| 4    | Canadá         | 4   | 0     | 4      | 8     |
| 5    | NAB            | 3   | 4     | 1      | 8     |
| 6    | China          | 2   | 6     | 6      | 14    |
| 7    | Alemania       | 2   | 2     | 1      | 5     |
| 8    | Rumania        | 2   | 0     | 0      | 2     |
| 8    | Túnez          | 2   | 0     | 0      | 2     |
| 10   | Italia         | 1   | 4     | 2      | 7     |
| 11   | Sudáfrica      | 1   | 2     | 1      | 4     |
| 12   | Reino Unido    | 1   | 1     | 0      | 2     |
| 13   | Países Bajos   | 1   | 0     | 2      | 3     |
| 14   | Hungría        | 1   | 0     | 1      | 2     |
| 15   | Lituania       | 1   | 0     | 0      | 1     |
| 16   | Japón          | 0   | 3     | 1      | 4     |
| 17   | Suiza          | 0   | 2     | 0      | 2     |
| 18   | Bélgica        | 0   | 1     | 1      | 2     |
| 19   | Polonia        | 0   | 1     | 0      | 1     |
| 20   | Corea del Sur  | 0   | 0     | 1      | 1     |
| 20   | Kirguistán     | 0   | 0     | 1      | 1     |
| 20   | NAA            | 0   | 0     | 1      | 1     |
|      | TOTAL          | 42  | 44    | 41     | 127   |

## Resultados de saltos

### Masculino
| Evento                               | Oro                                      | Plata                                                  | Bronce                                            |
| ------------------------------------ | ---------------------------------------- | ------------------------------------------------------ | ------------------------------------------------- |
| Trampolín 1 m (27.07)                | Zheng Jiuyuan China 443,70 pts.          | Osmar Olvera · México · 429,60 pts.                    | Yan Siyu China 405,50 pts.                        |
| Trampolín 3 m (01.08)                | Osmar Olvera · México · 529,55           | Cao Yuan China 522,70                                  | Wang Zongyuan China 515,55                        |
| Plataforma 10 m (03.08)              | Cassiel Rousseau Australia 534,80        | Olexi Sereda · Ucrania · 515,20                        | Randal Willars · México · 511,95                  |
| Trampolín 3 m sincronizado (28.07)   | Wang Zongyuan Zheng Jiuyuan China 467,31 | Juan Celaya Hernández · Osmar Olvera · México · 449,28 | Anthony Harding Jack Laugher Reino Unido 405,33   |
| Plataforma 10 m sincronizado (29.07) | Cheng Zilong Zhu Zifeng China 429,63     | Nikita Shleijer Ruslan Ternovoi NAB 428,70             | Joshua Hedberg Carson Tyler Estados Unidos 410,70 |

### Femenino
| Evento                               | Oro                                   | Plata                                                    | Bronce                                                |
| ------------------------------------ | ------------------------------------- | -------------------------------------------------------- | ----------------------------------------------------- |
| Trampolín 1 m (26.07)                | Maddison Keeney Australia 308,00 pts. | Li Yajie China 290,25 pts.                               | Chiara Pellacani · Italia · 270,80 pts.               |
| Trampolín 3 m (02.08)                | Chen Yiwen China 389,70               | Chen Jia China 356,40                                    | Chiara Pellacani · Italia · 323,20                    |
| Plataforma 10 m (31.07)              | Chen Yuxi China 430,50                | Pauline Pfeif · Alemania · 367,10                        | Xie Peiling China 358,20                              |
| Trampolín 3 m sincronizado (29.07)   | Chen Jia Chen Yiwen China 325,20      | Yasmin Harper Scarlett Mew Jensen Reino Unido 298,35     | Lía Cueva Lobato · Mía Cueva Lobato · México · 294,36 |
| Plataforma 10 m sincronizado (28.07) | Chen Yuxi Zhang Minjie China 349,26   | Gabriela Agúndez · Alejandra Estudillo · México · 304,80 | Jo Jin-Mi Kim Mi-Hwa Corea del Norte 293,34           |

### Mixto
| Evento                               | Oro                                                      | Plata                                                                                | Bronce                                                      |
| ------------------------------------ | -------------------------------------------------------- | ------------------------------------------------------------------------------------ | ----------------------------------------------------------- |
| Trampolín 3 m sincronizado (30.07)   | Matteo Santoro · Chiara Pellacani · Italia · 308,13 pts. | Cassiel Rousseau Maddison Keeney Australia 307,26 pts.                               | Cheng Zilong Li Yajie China 305,70 pts.                     |
| Plataforma 10 m sincronizado (27.07) | Zhu Yongxin Xie Peiling China 323,04                     | Choe Wi-Hyon Jo Jin-Mi Corea del Norte 322,98                                        | Alexandr Bondar Anna Konanyjina NAB 311,88                  |
| Equipos (26.07)                      | China Cao Yuan Cheng Zilong Chen Yiwen Chen Yuxi 466,25  | México · Osmar Olvera · Randal Willars · Alejandra Estudillo · Zyanya Parra · 426,30 | Japón Reo Nishida Sho Sakai Rin Kaneto Sayaka Mikami 409,65 |

### Medallero
| Núm. | País            | Oro | Plata | Bronce | Total |
| ---- | --------------- | --- | ----- | ------ | ----- |
| 1    | China           | 9   | 3     | 4      | 16    |
| 2    | Australia       | 2   | 1     | 0      | 3     |
| 3    | México          | 1   | 4     | 2      | 7     |
| 4    | Italia          | 1   | 0     | 2      | 3     |
| 5    | Corea del Norte | 0   | 1     | 1      | 2     |
| 5    | NAB             | 0   | 1     | 1      | 2     |
| 5    | Reino Unido     | 0   | 1     | 1      | 2     |
| 8    | Alemania        | 0   | 1     | 0      | 1     |
| 8    | Ucrania         | 0   | 1     | 0      | 1     |
| 10   | Estados Unidos  | 0   | 0     | 1      | 1     |
| 10   | Japón           | 0   | 0     | 1      | 1     |
|      | TOTAL           | 13  | 13    | 13     | 39    |

## Resultados de saltos de gran altura

### Masculino
| Evento       | Oro                                           | Plata                                | Bronce                                      |
| ------------ | --------------------------------------------- | ------------------------------------ | ------------------------------------------- |
| 27 m (27.07) | James Lichtenstein Estados Unidos 428,90 pts. | Carlos Gimeno · España · 425,30 pts. | Constantin Popovici · Rumania · 408,70 pts. |

### Femenino
| Evento       | Oro                                    | Plata                                  | Bronce                                |
| ------------ | -------------------------------------- | -------------------------------------- | ------------------------------------- |
| 18 m (26.07) | Rhiannan Iffland Australia 359,25 pts. | Simone Leathead · Canadá · 314,50 pts. | Maya Kelly Estados Unidos 310,00 pts. |

### Medallero
| Núm. | País           | Oro | Plata | Bronce | Total |
| ---- | -------------- | --- | ----- | ------ | ----- |
| 1    | Estados Unidos | 1   | 0     | 1      | 2     |
| 2    | Australia      | 1   | 0     | 0      | 1     |
| 3    | Canadá         | 0   | 1     | 0      | 1     |
| 4    | España         | 0   | 1     | 0      | 1     |
| 5    | Rumania        | 0   | 0     | 1      | 1     |
|      | TOTAL          | 2   | 2     | 2      | 6     |

## Resultados de natación en aguas abiertas

### Masculino
| Evento                   | Oro                                       | Plata                                      | Bronce                                |
| ------------------------ | ----------------------------------------- | ------------------------------------------ | ------------------------------------- |
| 3 km eliminación (19.07) | Florian Wellbrock · Alemania · 5:46,00    | Dávid Betlehem · Hungría · 5:47,70         | Marc-Antoine Olivier Francia 5:51,10  |
| 5 km (18.07)             | Florian Wellbrock · Alemania · 57:26,40   | Gregorio Paltrinieri · Italia · 57:29,30   | Marc-Antoine Olivier Francia 57:30,40 |
| 10 km (16.07)            | Florian Wellbrock · Alemania · 1:59:55,50 | Gregorio Paltrinieri · Italia · 1:59:59,20 | Kyle Lee Australia 2:00:10,30         |

### Femenino
| Evento                   | Oro                                 | Plata                                   | Bronce                                                          |
| ------------------------ | ----------------------------------- | --------------------------------------- | --------------------------------------------------------------- |
| 3 km eliminación (19.07) | Ichika Kajimoto Japón 6:19,90       | Ginevra Taddeucci · Italia · 6:21,90    | Moesha Johnson · Australia · Bettina Fábián · Hungría · 6:23,10 |
| 5 km (18.07)             | Moesha Johnson Australia 1:02:01,30 | Ginevra Taddeucci · Italia · 1:02:02,30 | Ichika Kajimoto Japón 1:02:28,90                                |
| 10 km (16.07)            | Moesha Johnson Australia 2:07:51,30 | Ginevra Taddeucci · Italia · 2:07:55,70 | Lisa Pou Mónaco 2:07:57,50                                      |

### Mixto
| Evento                   | Oro                                                                                           | Plata                                                                                              | Bronce                                                                                                  |
| ------------------------ | --------------------------------------------------------------------------------------------- | -------------------------------------------------------------------------------------------------- | --- |
| 6 km por equipos (20.07) | Alemania · Celine Rieder · Oliver Klemet · Isabel Marie Gose · Florian Wellbrock · 1:09:13,30 | Italia · Barbara Pozzobon · Ginevra Taddeucci · Marcello Guidi · Gregorio Paltrinieri · 1:09:15,40 | Hungría · Bettina Fábián · Viktória Mihályvári-Farkas · Kristóf Rasovszky · Dávid Betlehem · 1:09:16,70 |

### Medallero
| Núm. | País      | Oro | Plata | Bronce | Total |
| ---- | --------- | --- | ----- | ------ | ----- |
| 1    | Alemania  | 4   | 0     | 0      | 4     |
| 2    | Australia | 2   | 0     | 2      | 4     |
| 3    | Japón     | 1   | 0     | 1      | 2     |
| 4    | Italia    | 0   | 6     | 0      | 6     |
| 5    | Hungría   | 0   | 1     | 2      | 3     |
| 6    | Francia   | 0   | 0     | 2      | 2     |
| 7    | Mónaco    | 0   | 0     | 1      | 1     |
|      | TOTAL     | 7   | 7     | 8      | 22    |

## Resultados de natación artística

### Femenino
| Evento                      | Oro                                                                 | Plata                                                  | Bronce                                     |
| --------------------------- | ------------------------------------------------------------------- | ------------------------------------------------------ | ------------------------------------------ |
| Solo rutina técnica (19.07) | Xu Huiyan China 272,9917 pts.                                       | Vasilina Jandoshka NAA 260,5416 pts.                   | Iris Tió · España · 260,2917 pts.          |
| Solo prueba libre (22.07)   | Iris Tió · España · 245,1913                                        | Xu Huiyan China 241,0025                               | Vasilina Jandoshka NAA 239,5437            |
| Dúo rutina técnica (21.07)  | Anna-Maria Alexandri · Eirini-Marina Alexandri · Austria · 307,1451 | Lin Yanhan Lin Yanjun China 301,4057                   | Maiya Doroshko Tatiana Gaidai NAB 300,2183 |
| Dúo prueba libre (24.07)    | Lilou Lluís Valette · Iris Tió · España · 282,6087                  | Enrica Piccoli · Lucrezia Ruggiero · Italia · 278,7137 | Maiya Doroshko Tatiana Gaidai NAB 277,1117 |

### Masculino
| Evento                      | Oro                                | Plata                                          | Bronce                                    |
| --------------------------- | ---------------------------------- | ---------------------------------------------- | ----------------------------------------- |
| Solo rutina técnica (19.07) | Alexandr Maltsev NAB 251,7133 pts. | Dennis González Boneu · España · 241,1667 pts. | Diego Villalobos · México · 238,1600 pts. |
| Solo prueba libre (21.07)   | Alexandr Maltsev NAB 229,5613      | Guo Muye China 220,1926                        | Filippo Pelati · Italia · 213,9850        |

### Mixto
| Evento                        | Oro | Plata | Bronce |
| ----------------------------- | --- | --- | --- |
| Dúo rutina técnica (23.07)    | Maiya Gurbanberdiyeva Alexandr Maltsev NAB 233,2100                                                    | Mireia Hernández · Dennis González Boneu · España · 230,4634 | Lucrezia Ruggiero · Filippo Pelati · Italia · 228,0275 |
| Dúo prueba libre (25.07)      | Iris Tió · Dennis González Boneu · España · 323,8563                                                   | Olesia Platonova Alexandr Maltsev NAB 323,448 | Isabelle Thorpe Ranjuo Tomblin Reino Unido 322,0583 |
| Equipo rutina técnica (22.07) | Chang Hao Cheng Wentao Dai Shiyi Feng Yu Li Xiuchen Lin Yanjun Xiang Binxuan Xu Huiyan China 307,8001  | Anna Andrianova Anastasiya Bajtyreva Daria Gueloshvili Yekaterina Kossova Yelizabeta Minayeva Evelina Simonova Yelizabeta Smirnova Agniya Tulupova NAB 300,6183 | Cristina Arámbula · Meritxell Ferré Gaset · Marina García Polo · Lilou Lluís Valette · Alisa Ozhogina · Paula Ramírez Ibáñez · Sara Saldaña López · Iris Tió · España · 294,8575             |
| Equipo prueba libre (20.07)   | Chang Hao Cheng Wentao Dai Shiyi Feng Yu Li Xiuchen Lin Yanhan Xiang Binxuan Xu Huiyan China 348,4779  | Kaho Aitaka Moka Fujii Moe Higa Yuka Kawase Uta Kobayashi Tomoka Sato Nao Shirahase Sakurako Uchida Japón 334,7232                                              | Cristina Arámbula · Meritxell Ferré Gaset · Marina García Polo · Dennis González Boneu · Alisa Ozhogina · Paula Ramírez Ibáñez · Sara Saldaña López · Iris Tió · España · 321,1328           |
| Rutina acrobática (25.07)     | Chang Hao Cheng Wentao Feng Yu Lin Yanhan Lin Yanjun Xiang Binxuan Xu Huiyan Zhang Yayi China 229,0186 | Anna Andrianova Anastasiya Bajtyreva Daria Gueloshvili Yekaterina Kossova Yelizabeta Minayeva Evelina Simonova Yelizabeta Smirnova Agniya Tulupova NAB 224,7291 | Cristina Arámbula · Meritxell Ferré Gaset · Marina García Polo · Dennis González Boneu · Lilou Lluís Valette · Meritxell Mas · Paula Ramírez Ibáñez · Sara Saldaña López · España · 221,0962 |

### Medallero
| Núm. | País        | Oro | Plata | Bronce | Total |
| ---- | ----------- | --- | ----- | ------ | ----- |
| 1    | China       | 4   | 3     | 0      | 7     |
| 2    | NAB         | 3   | 3     | 2      | 8     |
| 3    | España      | 3   | 2     | 4      | 9     |
| 4    | Austria     | 1   | 0     | 0      | 1     |
| 5    | Italia      | 0   | 1     | 2      | 3     |
| 6    | NAA         | 0   | 1     | 1      | 2     |
| 7    | Japón       | 0   | 1     | 0      | 1     |
| 8    | México      | 0   | 0     | 1      | 1     |
| 8    | Reino Unido | 0   | 0     | 1      | 1     |
|      | TOTAL       | 11  | 11    | 11     | 33    |

## Resultados de waterpolo
| Evento            | Oro    | Plata   | Bronce |
| ----------------- | ------ | ------- | ------ |
| Masculino (24.07) | España | Hungría | Grecia |
| Femenino (23.07)  | Grecia | Hungría | España |

### Medallero
| Núm. | País    | Oro | Plata | Bronce | Total |
| ---- | ------- | --- | ----- | ------ | ----- |
| 1    | España  | 1   | 0     | 1      | 2     |
| 1    | Grecia  | 1   | 0     | 1      | 2     |
| 2    | Hungría | 0   | 2     | 0      | 2     |
|      | TOTAL   | 2   | 2     | 2      | 6     |

## Medallero total
| Núm. | País            | Oro | Plata | Bronce | Total |
| ---- | --------------- | --- | ----- | ------ | ----- |
| 1    | China           | 15  | 12    | 10     | 37    |
| 2    | Australia       | 13  | 7     | 8      | 28    |
| 3    | Estados Unidos  | 10  | 11    | 11     | 32    |
| 4    | NAB             | 6   | 8     | 4      | 18    |
| 5    | Alemania        | 6   | 3     | 1      | 10    |
| 6    | España          | 4   | 3     | 5      | 12    |
| 7    | Francia         | 4   | 1     | 5      | 10    |
| 8    | Canadá          | 4   | 1     | 4      | 9     |
| 9    | Italia          | 2   | 11    | 6      | 19    |
| 10   | Rumania         | 2   | 0     | 1      | 3     |
| 11   | Túnez           | 2   | 0     | 0      | 2     |
| 12   | Japón           | 1   | 4     | 3      | 8     |
| 12   | México          | 1   | 4     | 3      | 8     |
| 14   | Hungría         | 1   | 3     | 3      | 7     |
| 15   | Reino Unido     | 1   | 2     | 2      | 5     |
| 16   | Sudáfrica       | 1   | 2     | 1      | 4     |
| 17   | Países Bajos    | 1   | 0     | 2      | 3     |
| 18   | Grecia          | 1   | 0     | 1      | 2     |
| 19   | Austria         | 1   | 0     | 0      | 1     |
| 19   | Lituania        | 1   | 0     | 0      | 1     |
| 21   | Suiza           | 0   | 2     | 0      | 2     |
| 22   | NAA             | 0   | 1     | 2      | 3     |
| 23   | Bélgica         | 0   | 1     | 1      | 2     |
| 23   | Corea del Norte | 0   | 1     | 1      | 2     |
| 25   | Polonia         | 0   | 1     | 0      | 1     |
| 25   | Ucrania         | 0   | 1     | 0      | 1     |
| 27   | Corea del Sur   | 0   | 0     | 1      | 1     |
| 27   | Kirguistán      | 0   | 0     | 1      | 1     |
| 27   | Mónaco          | 0   | 0     | 1      | 1     |
|      | TOTAL           | 77  | 79    | 77     | 233   |